# Landkreis Lahr
Der Landkreis Lahr war ein Landkreis in Baden-Württemberg, der im Zuge der Kreisreform am 1. Januar 1973 aufgelöst wurde.

## Geografie

### Lage
Der Landkreis Lahr lag im Westen Baden-Württembergs.
Geografisch hatte der Landkreis Lahr überwiegend Anteil an der Oberrheinischen Tiefebene und am Schwarzwald. Die Kreisstadt lag etwa in der Mitte des Landkreises.

### Nachbarkreise
Seine Nachbarkreise waren 1972 im Uhrzeigersinn beginnend im Norden Kehl, Offenburg, Wolfach und Emmendingen. Im Westen bildete der Rhein die natürliche Grenze zu Frankreich.

## Geschichte

### Bezirksamt Lahr
Die Herrschaft Lahr, ein kleines Territorium in der Ortenau, gehörte im 18. Jahrhundert zu Nassau-Usingen, kam durch den Reichsdeputationshauptschluss 1803 zum Kurfürstentum Baden und gehörte seit 1806 zum Großherzogtum Baden. In dessen Provinz des Mittelrheins bestand seit 1807 das Oberamt Lahr. Im Organisationsrescript vom 26. November 1809 wurde der nunmehr Amt Lahr genannte Verwaltungsbezirk dem neuen Kinzigkreis zugeordnet.
1810 und 1813 wurden die Grenzen des Amtes verändert; dabei kam unter anderem ein großer Teil des aufgelösten Amtes Mahlberg zum Amt Lahr. Ab 1832 gehörte das Amt Lahr zum Mittelrheinkreis und ab 1864, nunmehr explizit Bezirksamt genannt, zum Kreis Offenburg im Landeskommissärbezirk Freiburg.
Am 1. Juli 1921 wechselte die Gemeinde Dörlinbach aus dem Bezirksamt Ettenheim zum Bezirksamt Lahr. Am 1. April 1924 folgten alle übrigen Gemeinden des aufgelösten Bezirksamts Ettenheim. Am 1. April 1934 wechselte die Gemeinde Dundenheim aus dem Bezirksamt Lahr zum Bezirksamt Offenburg.

### Landkreis Lahr
Seit dem 1. Januar 1939 hieß das Bezirksamt Lahr Landkreis Lahr. Am 1. April 1939 wechselte die Gemeinde Prinzbach aus dem Landkreis Lahr in den Landkreis Wolfach, kehrte aber 1945 zum Landkreis Lahr zurück.
Nach Bildung des Landes Baden-Württemberg 1952 gehörte der Landkreis Lahr zum Regierungsbezirk Südbaden. Bei der Gebietsreform in Baden-Württemberg wurde der Landkreis Lahr mit Wirkung vom 1. Januar 1973 aufgelöst. Nachdem ursprünglich geplant war, das Gebiet dem Landkreis Emmendingen anzuschließen, wurden seine Gemeinden komplett dem neu gebildeten Ortenaukreis zugeordnet, der damit Rechtsnachfolger des Landkreises Lahr wurde.

### Einwohnerentwicklung
| Datum              | Einwohner | Quelle |
| ------------------ | --------- | ------ |
| 1814               | 14.487    | [ 12 ] |
| 1834               | 27.539    | [ 13 ] |
| 1852               | 30.515    | [ 14 ] |
| 1871               | 31.418    | [ 15 ] |
| 1890               | 36.904    | [ 16 ] |
| 1910               | 45.082    | [ 17 ] |
|                    |           |        |
| 1925               | 62.934    | [ 18 ] |
| 1933               | 64.035    | [ 18 ] |
| 17. Mai 1939       | 66.727    | [ 19 ] |
| 13. September 1950 | 72.251    | [ 19 ] |
| 6. Juni 1961       | 80.301    | [ 19 ] |
| 27. Mai 1970       | 88.475    | [ 19 ] |

Das Bezirksamt Lahr wurde 1924 deutlich vergrößert.

## Politik

### Landrat
Die Oberamtmänner bzw. Landräte des Bezirksamts bzw. Landkreises Lahr 1803–1972:
- 1803–1812: Wilhelm Carl Christian Bausch
- 1812–1820: Ludwig August Friedrich von Liebenstein
- 1820–1824: Eduard Wundt
- 1824–1842: Gottlieb Friedrich Lang
- 1842: Karl Ludwig Böhme
- 1843–1844: Wilhelm Bausch
- 1844–1847: Ignaz Fränzinger
- 1847–1849: Maximilian Waag
- 1849–1853: Carl von Neubronn
- 1853–1858: Karl Wielandt
- 1859–1864: Gottlieb Jonathan Winter
- 1864–1877: Peter Guerillot
- 1877–1882: Alexander Wallau
- 1882–1893: August Winther
- 1893–1895: Karl Deitigsmann
- 1895–1897: Karl Weingärtner
- 1897–1902: Hans von Krafft-Ebing
- 1902–1908: Konrad Herrmann
- 1908–1914: Anton Josef Beck
- 1914–1924: Hermann Ludwig Pfeiffer
- 1924–1926: Georg Herrmann
- 1926–1929: Richard Hepp
- 1929–1935: Otto Schoch
- 1935–1945: Paul Strack
- 1945–1946: Wilhelm Lenssen
- 1946: Josef Astfäller (kommissarisch)
- 1946–1947: Wilderich Cuno
- 1947–1948: Pius Uhrig
- 1948–1955: Viktor Huber von Gleichenstein
- 1955–1972: Georg Wimmer

### Wappen
Das Wappen des Landkreises Lahr zeigte in Gold einen rot gekrönten und rot gezungten schwarzen Löwen, dem ein roter Balken unterlegt ist. Das Wappen wurde dem Landkreis Lahr am 30. September 1960 vom Innenministerium Baden-Württemberg verliehen.
Der rote Balken steht für die ehemalige Grafschaft Geroldseck, zu der 6 Gemeinden vor 1803 gehörten. Der Mahlberger Löwe steht für die gleichnamige Herrschaft der Markgrafen von Baden-Baden, zu dem ebenfalls ein Großteil des Kreisgebiets gehörten.

## Wirtschaft und Infrastruktur

### Verkehr
Durch das Kreisgebiet führte von Nord nach Süd die Bundesautobahn 5 Karlsruhe-Basel. Ferner führte die Bundesstraße 3 durch das Kreisgebiet.

## Gemeinden
Zum Landkreis Lahr gehörten ab 1936 zunächst 42 Gemeinden, davon 3 Städte.
Am 7. März 1968 stellte der Landtag von Baden-Württemberg die Weichen für eine Gemeindereform. Mit dem Gesetz zur Stärkung der Verwaltungskraft kleinerer Gemeinden war es möglich, dass sich kleinere Gemeinden freiwillig zu größeren Gemeinden vereinigen konnten. Den Anfang im Landkreis Lahr machten am 1. Juli 1971 die Gemeinde Wallburg, die sich mit der Stadt Ettenheim vereinigte und die Gemeinde Schönberg, die sich mit der Gemeinde Seelbach vereinigte. In der Folgezeit reduzierte sich die Zahl der Gemeinden stetig, bis der Landkreis Lahr schließlich am 1. Januar 1973 aufgelöst wurde.
Größte Gemeinde des Landkreises war die Große Kreisstadt Lahr/Schwarzwald, kleinste Gemeinde war Wittelbach.
In der Tabelle stehen die Gemeinden des Landkreises Lahr vor der Gemeindereform. Alle heutigen Gemeinden gehören zum Ortenaukreis. Die Einwohnerangaben beziehen sich auf die Volkszählungsergebnisse in den Jahren 1961 und 1970.
| frühere Gemeinde                | heutige Gemeinde                | Einwohner am 6. Juni 1961 | Einwohner am 27. Mai 1970 |
| ------------------------------- | ------------------------------- | ------------------------- | ------------------------- |
| Allmannsweier                   | Schwanau                        | 928                       | 997                       |
| Altdorf                         | Ettenheim                       | 1.448                     | 1.565                     |
| Dörlinbach                      | Schuttertal                     | 882                       | 1.001                     |
| Dundenheim                      | Neuried                         | 995                       | 1.012                     |
| Ettenheim, Stadt                | Ettenheim                       | 4.085                     | 4.856                     |
| Ettenheimmünster                | Ettenheim                       | 727                       | 672                       |
| Friesenheim                     | Friesenheim                     | 3.648                     | 3.856                     |
| Grafenhausen                    | Kappel-Grafenhausen             | 1.560                     | 1.703                     |
| Heiligenzell                    | Friesenheim                     | 956                       | 1.027                     |
| Hugsweier                       | Lahr/Schwarzwald                | 969                       | 1.061                     |
| Ichenheim                       | Neuried                         | 2.246                     | 2.323                     |
| Kappel am Rhein                 | Kappel-Grafenhausen             | 1.648                     | 1.848                     |
| Kippenheim                      | Kippenheim                      | 2.369                     | 2.679                     |
| Kippenheimweiler                | Lahr/Schwarzwald                | 681                       | 696                       |
| Kuhbach                         | Lahr/Schwarzwald                | 1.266                     | 1.506                     |
| Kürzell                         | Meißenheim                      | 1.350                     | 1.350                     |
| Lahr, Große Kreisstadt          | Lahr/Schwarzwald                | 22.599                    | 24.725                    |
| Langenwinkel                    | Lahr/Schwarzwald                | 324                       | 241                       |
| Mahlberg, Stadt                 | Mahlberg                        | 1.438                     | 1.746                     |
| Meißenheim                      | Meißenheim                      | 1.835                     | 1.945                     |
| Mietersheim                     | Lahr/Schwarzwald                | 966                       | 1.209                     |
| Münchweier                      | Ettenheim                       | 1.081                     | 1.208                     |
| Nonnenweier                     | Schwanau                        | 1.812                     | 1.878                     |
| Oberschopfheim                  | Friesenheim                     | 1.926                     | 2.158                     |
| Oberweier                       | Friesenheim                     | 1.444                     | 1.702                     |
| Orschweier                      | Mahlberg                        | 860                       | 943                       |
| Ottenheim                       | Schwanau                        | 1.941                     | 2.098                     |
| Prinzbach                       | Biberach                        | 380                       | 407                       |
| Reichenbach                     | Lahr/Schwarzwald                | 2.101                     | 2.630                     |
| Ringsheim                       | Ringsheim                       | 2.024                     | 1.837                     |
| Rust                            | Rust                            | 2.200                     | 2.599                     |
| Schmieheim                      | Kippenheim                      | 753                       | 837                       |
| Schönberg                       | Seelbach                        | 255                       | 231                       |
| Schuttern                       | Friesenheim                     | 1.113                     | 1.116                     |
| Schuttertal                     | Schuttertal                     | 1.092                     | 1.228                     |
| Schutterzell                    | Neuried                         | 565                       | 573                       |
| Schweighausen                   | Schuttertal                     | 1.232                     | 1.292                     |
| Seelbach                        | Seelbach                        | 3.062                     | 3.483                     |
| Sulz                            | Lahr/Schwarzwald                | 2.244                     | 2.813                     |
| Wallburg                        | Ettenheim                       | 500                       | 510                       |
| Wittelbach                      | Seelbach                        | 292                       | 393                       |
| Wittenweier                     | Schwanau                        | 504                       | 525                       |
| Rheinau (gemeindefreies Gebiet) | Rheinau (gemeindefreies Gebiet) | –                         | –                         |

## Kfz-Kennzeichen
Am 1. Juli 1956 wurde dem Landkreis bei der Einführung der bis heute gültigen Kfz-Kennzeichen das Unterscheidungszeichen LR zugewiesen. Es wurde bis zum 31. Dezember 1972 ausgegeben. Seit dem 31. März 2014 ist es im Ortenaukreis erhältlich.